# Мозер, Мишель
Мише́ль Мо́зер (нем. Michèle Moser; урождённая Мише́ль Кно́бель, нем. Michèle Knobel; род. 14 февраля 1979, Гларус) — швейцарская кёрлингистка, первый в женской команде Швейцарии на Олимпийских играх 2006 года.
Играла на позиции первого.

## Достижения
- Зимние Олимпийские игры: серебро (2006).
- Чемпионат Европы по кёрлингу: серебро (2004, 2005).
- Чемпионат Швейцарии по кёрлингу среди женщин: золото (2006).
- Чемпионат мира по кёрлингу среди юниоров: золото (1999).

## Команды
| Сезон                                          | Четвёртый          | Третий         | Второй         | Первый          | Запасной                                                     | Турниры                      |
| ---------------------------------------------- | ------------------ | -------------- | -------------- | --------------- | ------------------------------------------------------------ | ---------------------------- |
| 1997—98                                        | Сильвана Тиринцони | Мишель Кнобель | Бригитта Шори  | Martina von Arx | Карин Маттей                                                 | ЧМЮ 1998 (6 место)           |
| 1998—99                                        | Сильвана Тиринцони | Мишель Кнобель | Бригитта Шори  | Martina von Arx | Кармен Шефер тренер: Heinz Schmid                            | ЧМЮ 1999                     |
| 2004—05                                        | Мирьям Отт         | Биния Беели    | Бригитта Шори  | Мишель Мозер    | Валерия Шпелти тренеры: Марио Гросс (ЧЕ), Гауденц Беели (ЧМ) | ЧЕ 2004 · ЧМ 2005 (8 место)  |
| 2005—06                                        | Мирьям Отт         | Биния Беели    | Валерия Шпелти | Мишель Мозер    | Мануэла Корман                                               | ЧЕ 2005 · ОИ 2006 · ЧШЖ 2006 |
| Кёрлинг среди смешанных команд (mixed curling) |                    |                |                |                 |                                                              |                              |
| 2008—09                                        | Christian Moser    | Niki Goridis   | Штефан Людер   | Мишель Мозер    | Эстер Нойеншвандер Oliver Wininger                           | ЧЕСК 2008 (7 место)          |

(скипы выделены полужирным шрифтом)